# NGC 3817
NGC 3817 is een balkspiraalstelsel in het sterrenbeeld Maagd. Het hemelobject werd op 18 januari 1828 ontdekt door de Britse astronoom John Herschel.

## Synoniemen
- UGC 6657
- MCG 2-30-12
- ZWG 68.28
- HCG 58C
- PGC 36299